# Jolande von Frankreich

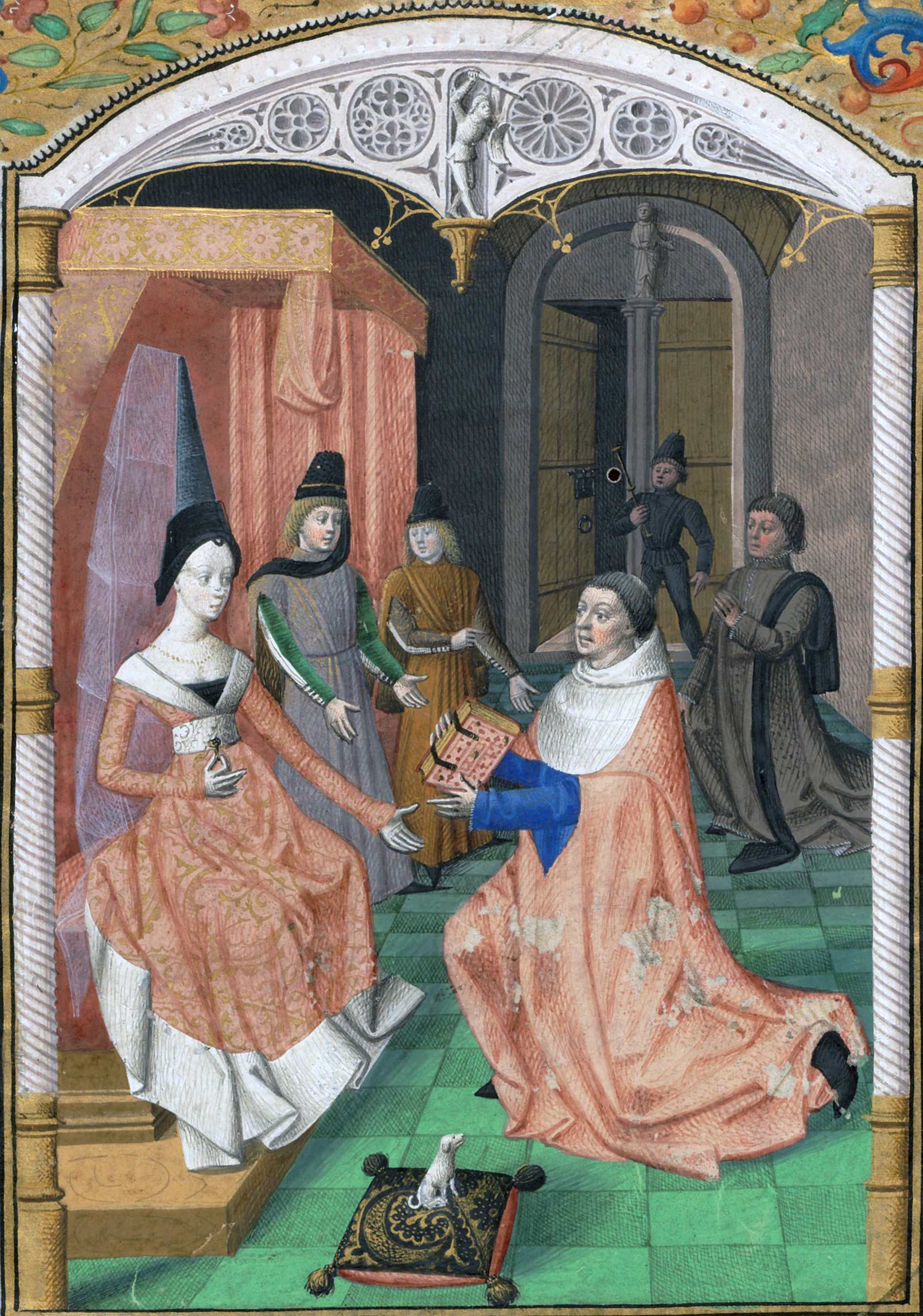
Jolande von Frankreich (zeitgenössische Darstellung im Buch Rhetorica von Guillaume Fichet, 1471)

Wappen von Jolande von Frankreich

Jolande von Frankreich (auch Jolante, Jolanta, Violanta, Jolanda, französisch Yolande de France oder de Valois) (* 23. September 1434 in Tours; † 28. August 1478 in Chambéry) war die Tochter von König Karl VII. von Frankreich aus dem Haus Valois und Maria von Anjou. Sie war die Ehefrau von Herzog Amadeus IX. von Savoyen und leitete schon zu Lebzeiten ihres Gatten und über seinen Tod hinaus als Vormund ihres Sohnes Philibert I. die Geschicke des Herzogtums Savoyen.

## Leben
Jolande war das sechste Kind aus der Ehe zwischen Karl VII. und Maria von Anjou, benannt nach ihrer Großmutter mütterlicherseits, Jolanthe von Aragón. Nach dem Tod ihrer ältesten Schwester Radegunde und der Ehe der zweitältesten Schwester Katharina mit dem zukünftigen Herzog Karl „dem Kühnen“ von Burgund, dem mächtigsten Vasallen Frankreichs, war die Ehe Jolandes mit Amadeus IX., dem künftigen Herzog von Savoyen, 1452 aus politischer und dynastischer Sicht geschickt eingefädelt, da damit Familienbande mit zwei wichtigen aufstrebenden Reichen an der französischen Ostgrenze geschlossen wurden, die auf spätere Erbschaften oder Bündnisse hoffen ließen. Tatsächlich leiteten spätere französische Könige aus den beiden Ehen Ansprüche Frankreichs auf Savoyen und Burgund ab.
Amadeus IX. folgte seinem Vater 1465 als Herzog von Savoyen. Er litt jedoch unter einer schwachen Konstitution und schwerer Epilepsie, sodass er 1469 abdankte und seine Frau zur Regentin von Savoyen ernannte. Dies löste in Savoyen einen Bürgerkrieg zwischen der französischen und der burgundischen Partei aus. Sowohl der französische König Ludwig XI. als auch der burgundische Herzog Karl versuchten Savoyen als Bündnispartner zu gewinnen. Jolandes energischer Regierungsstil setzte sie auch in Opposition zu den savoyischen Baronen. Trotzdem konnte sie sich über den Tod ihres Mannes 1472 hinaus bis zu ihrem Tod 1478 als Regentin behaupten. Dabei stand Peter, Bruder ihres Mannes und Fürstbischof von Genf, als Berater an ihrer Seite.
Jolande konnte jedoch nicht verhindern, dass Savoyen durch Karl den Kühnen von Burgund in dessen Konflikt mit der Eidgenossenschaft hineingerissen wurde. Obwohl die Herzöge von Savoyen seit längerem mit den Eidgenossen verbündet waren, schien in den 1470er Jahren ein Zusammengehen mit dem mächtigen, expandierenden Burgund vielen savoyischen Baronen ratsam, um das Ausgreifen der mächtigen eidgenössischen Reichsstadt Bern ins savoyische Waadtland zu beenden. Daneben sollten in einem Bündnis mit Burgund lange anstehende territoriale Fragen gelöst werden, z. B. die Annexion der Stadt Genf und die endgültige Unterwerfung des Wallis. Weiter drohte Savoyen zwischen die Fronten zu geraten, da Karl auch mit dem Herzogtum Mailand verhandelte, das für die Besitzungen Savoyens im Piemont eine Bedrohung darstellte. Der Hof Jolandes war beherrscht von den Intrigen und den Parteikämpfen zwischen den burgundischen und französischen Anhängern. Drei Brüder des verstorbenen Herzogs Ludwig kämpften um Einfluss und repräsentierten in unterschiedlichen Konstellationen die Interessen Frankreichs und Burgunds: Peter, Fürstbischof von Genf, Jakob, Graf von Romont, Herr über die Waadt sowie Philipp von Savoyen «Ohneland». 
Schließlich ging Jolande 1475 ein Bündnis mit Karl dem Kühnen ein, nicht zuletzt weil bernische Truppen im Waadtland die savoyischen Lehen burgundischer Adliger geplündert und besetzt hatten. König Ludwig XI. von Frankreich versuchte vergeblich, Jolande zu stürzen und durch Philipp als Regent zu ersetzen. Das Bündnis mit Burgund veranlasste Bern, mit seinen Verbündeten Freiburg und Wallis neben den burgundischen Besitzungen auch die savoyische Waadt sowie das Unterwallis zu plündern und zu besetzen. Jakob von Savoyen kämpfte in den sog. Burgunderkriegen aktiv an der Seite Karls, der aber trotzdem 1476 bei Grandson und Murten zwei Mal deutlich von den Eidgenossen geschlagen wurde. Auch ein savoyischer Vorstoß ins Wallis misslang, und nach der verlorenen Schlacht auf der Planta besetzte Walter Supersaxo, Bischof von Sitten, das Unterwallis. Im Frieden von Freiburg i. Ü. 1476 musste Jolande Teile der Waadt an Bern abtreten sowie ihre Rechte über das Wallis und Freiburg aufgeben. Damit begann der Niedergang der savoyischen Macht in der heutigen Westschweiz, die 1536 von Bern endgültig erobert wurde. Den Friedensschluss zwischen Jolande und der Eidgenossenschaft empfand Karl als Verrat, und er ließ deshalb Jolande 1476 durch Olivier de la Marche bei Genf entführen und in der Burg von Rouvres inhaftieren. Sie entkam nach wenigen Monaten, starb aber kurze Zeit später 1478. Neuer Vormund ihres Sohnes Philibert wurde nun der Genfer Bischof Peter von Savoyen.

## Nachkommen
- Ludwig († 1453), starb im ersten Lebensjahr
- Anne (1455–1480), 1478 verheiratet mit Friedrich II., König von Neapel und Aragon
- Karl (1456–1471), Prinz von Piemont
- Philibert (1465–1482), 1471 Prinz von Piemont, 1472 Herzog von Savoyen und Graf von Aosta, starb unmündig mit 17 Jahren.
- Maria († 1511), 1476–1503 verheiratet mit Philipp, dem Markgrafen von Baden-Sausenberg, dann mit Jacques d'Assay, Herr von Plessis
- Louise (1462–1503), 1479 verheiratet mit Hugo von Chalon, Herr von Orbe
- Bernard († 1467), starb im ersten Lebensjahr
- Karl (1468–1490), 1482 Herzog von Savoyen, Graf von Aosta und Prinz von Piemont
- Jakob Ludwig (1470–1485), Markgraf von Gex
- Jean-Claude Galléas († 1472), verstarb im ersten Lebensjahr